# قرية السادة (خيران المحرق)

تعديل مصدري - تعديل

قرية السادة هي إحدى قرى عزلة شرقي الخميسين بمديرية خيران المحرق التابعة لمحافظة حجة، بلغ تعداد سكانها 528 نسمة حسب تعداد اليمن لعام 2004.